# Ligne Nagahori Tsurumi-ryokuchi
La ligne Nagahori Tsurumi-ryokuchi (長堀鶴見緑地線, Nagahori Tsurumi-ryokuchi-sen) est une ligne du métro d'Osaka au Japon. Elle relie la station de Taishō à celle de Kadoma-minami. Sur les cartes, sa couleur est jaune-vert, et elle est identifiée avec la lettre N.

## Histoire
La ligne a été inaugurée 31 mars 1990 entre Kyōbashi et Tsurumi-ryokuchi sous le nom de ligne Tsurumi-ryokuchi. Le 11 décembre 1996, la ligne est prolongée à Shinsaibashi et renommée ligne Nagahori Tsurumi-ryokuchi. Le 29 août 1997, la ligne arrive à ses terminus actuels, Taishō à l'ouest et Kadoma-minami à l'est.
Depuis le 1er avril 2018, la ligne n'est plus exploitée par le Bureau municipal des transports d'Osaka mais par la compagnie privée Osaka Metro.

## Caractéristiques techniques

### Ligne
- Écartement : 1 435 mm
- Alimentation : 1 500 V par caténaire
- Vitesse maximale : 70 km/h
- Train a moteur linéaire

### Tracé
Longue de 15 km, la ligne traverse Osaka d'ouest en est en passant par les arrondissements de Taishō, Nishi, Chūō, Tennōji, Miyakojima, Jōtō et Tsurumi, avant de desservir la ville de Kadoma.
|  |

### Liste des stations
La ligne comporte 17 stations, identifiées de N11 à N27.
| Numéro | Station                                 | Nom japonais                          | Distance (km) | Correspondances                                                         | Ville      | Ville  |
| ------ | --------------------------------------- | ------------------------------------- | ------------- | ----------------------------------------------------------------------- | ---------- | ------ |
| N11    | Taisho                                  | 大正                                  | 0             | JR West : ligne circulaire d'Osaka                                      | Taishō     | Osaka  |
| N12    | Dome-mae Chiyozaki (Kyocera Dome Osaka) | ドーム前千代崎 （京セラドーム大阪）   | 0,6           | Hanshin : Namba (à Dome-mae)                                            | Nishi      | Osaka  |
| N13    | Nishi-Nagahori                          | 西長堀                                | 1,6           | Métro d'Osaka : Sennichimae                                             | Nishi      | Osaka  |
| N14    | Nishiohashi                             | 西大橋                                | 2,2           |                                                                         | Nishi      | Osaka  |
| N15    | Shinsaibashi                            | 心斎橋                                | 2,7           | Métro d'Osaka : Midōsuji, Yotsubashi (à Yotsubashi)                     | Chūō       | Osaka  |
| N16    | Nagahoribashi                           | 長堀橋                                | 3,4           | Métro d'Osaka : Sakaisuji                                               | Chūō       | Osaka  |
| N17    | Matsuyamachi                            | 松屋町                                | 4,0           |                                                                         | Chūō       | Osaka  |
| N18    | Tanimachi 6-chome                       | 谷町六丁目                            | 4,4           | Métro d'Osaka : Tanimachi                                               | Chūō       | Osaka  |
| N19    | Tamatsukuri                             | 玉造                                  | 5,7           | JR West : ligne circulaire d'Osaka                                      | Tennōji    | Osaka  |
| N20    | Morinomiya                              | 森ノ宮                                | 6,7           | Métro d'Osaka : Chūō JR West : ligne circulaire d'Osaka                 | Chūō       | Osaka  |
| N21    | Osaka Business Park (Osaka-jo Hall)     | 大阪ビジネスパーク （大阪城ホール前） | 7,8           |                                                                         | Chūō       | Osaka  |
| N22    | Kyobashi                                | 京橋                                  | 8,5           | JR West : ligne circulaire d'Osaka, Katamachi, JR Tōzai Keihan : Keihan | Miyakojima | Osaka  |
| N23    | Gamo 4-chome                            | 蒲生四丁目                            | 10,2          | Métro d'Osaka : Imazatosuji                                             | Jōtō       | Osaka  |
| N24    | Imafuku-Tsurumi                         | 今福鶴見                              | 11,4          |                                                                         | Jōtō       | Osaka  |
| N25    | Yokozutsumi                             | 横堤                                  | 12,5          |                                                                         | Tsurumi    | Osaka  |
| N26    | Tsurumi-ryokuchi                        | 鶴見緑地                              | 13,7          |                                                                         | Tsurumi    | Osaka  |
| N27    | Kadoma-minami                           | 門真南                                | 15,0          |                                                                         | Kadoma     | Kadoma |

## Matériel roulant
La ligne Nagahori Tsurumi-ryokuchi utilise des rames de métro série 70 depuis 1990. Ces rames ont la particularité d'être propulsées par des moteurs électriques linéaires comme sur la ligne Imazatosuji. Depuis le 18 mars 2019, une rame de série 80, transférée depuis la ligne Imazatosuji, circule également sur la ligne.

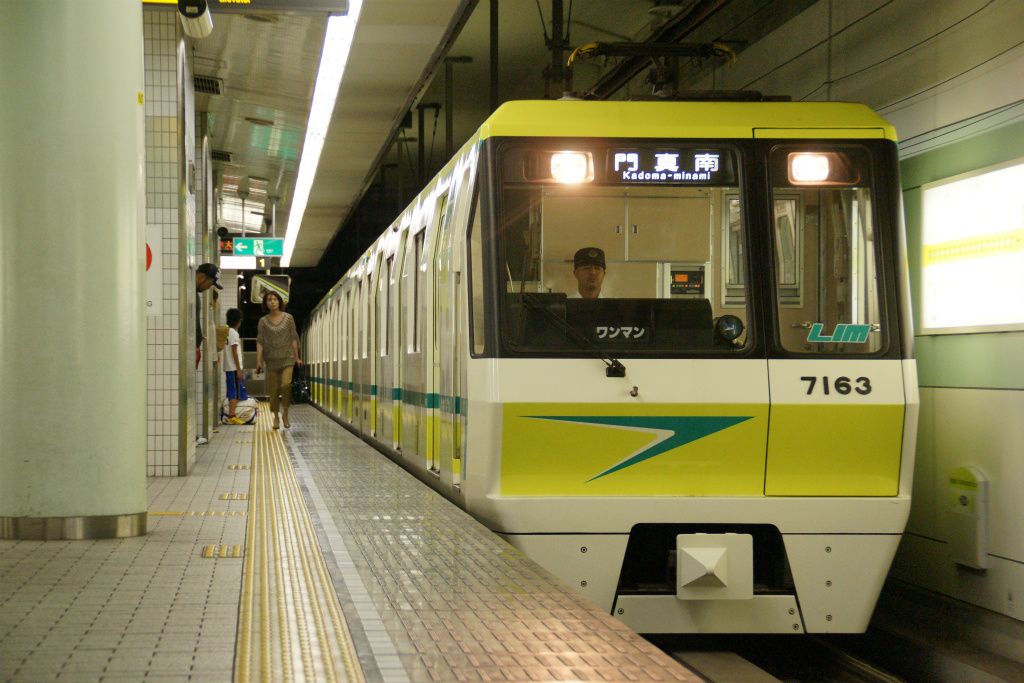
Série 70
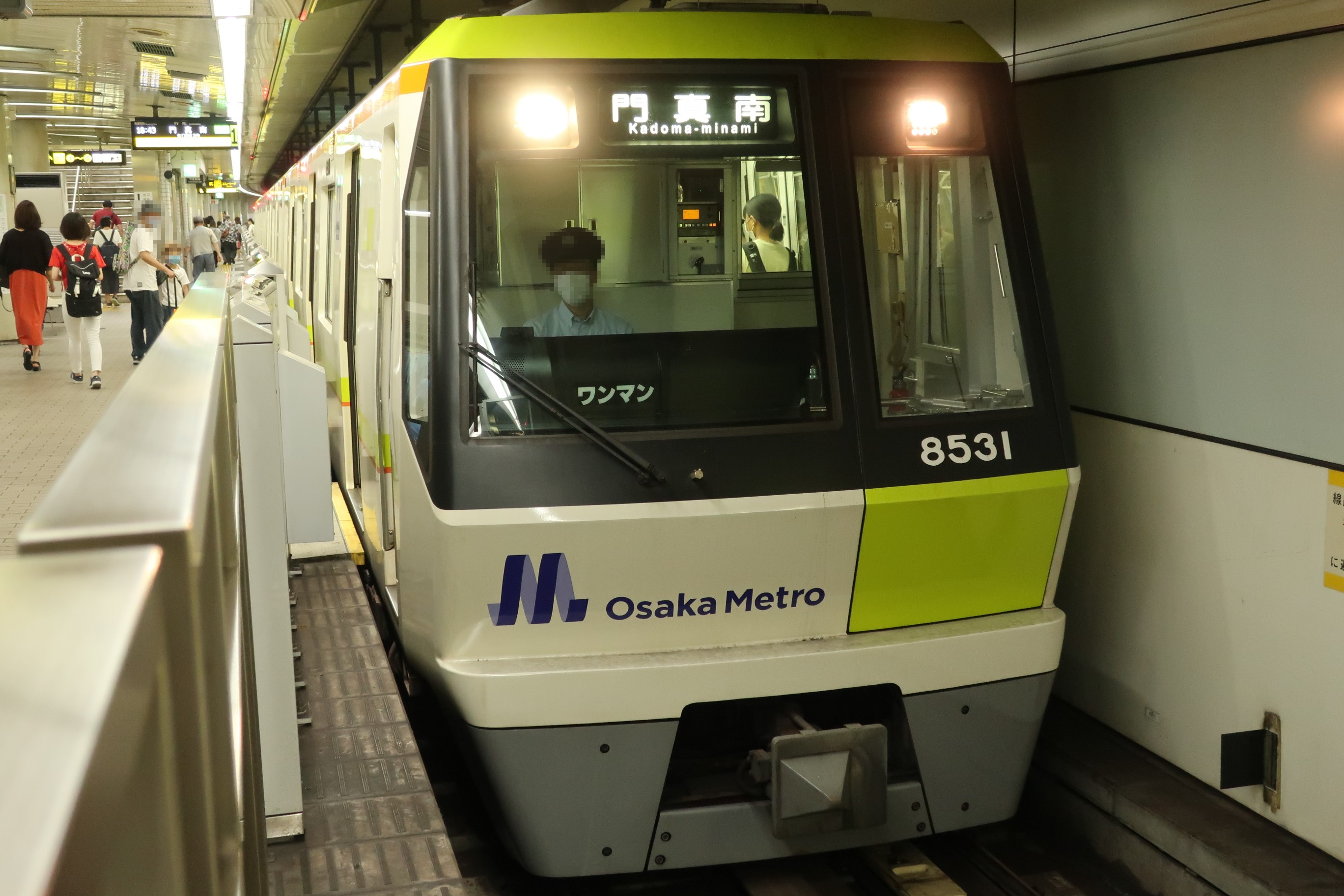
Série 80